# Knud Berlin
Knud Kugleberg Berlin (født 7. juni 1864 i København, død 14. september 1954 sammesteds) var en dansk jurist, som blandt andet beskæftigede sig med statsforfatningsret og islandsk ret.
Berlin blev student 1883, cand. jur. 1890 og fik 1892 universitets guldmedalje for en afhandling om de statsretlige betingelser for traktaters gyldige afslutning.
Han var i årene 1891—93 assistent i Finansministeriet og blev i 1895 ansat i Rigsdagen, hvor han i 1898 blev protokolsekretær i Folketinget. I 1906 blev han Dr. jur., 1907 sekretær i den dansk-islandske kommission af 30. juli samme år, 1910 docent ved universitetet i islandsk ret, 1911 ekstraordinær professor sammesteds i offentlig ret og islandsk ret.
Berlin, der debuterede som æstetisk forfatter blandt andet med forskellige oversættelser fra slaviske sprog, har som juridisk skribent udfoldet en frodig virksomhed. Foruden talrige afhandlinger i Tidsskrift for Retsvidenskab, Ugeskrift for Retsvæsen, Statsvetenskaplig tidskrift, Tilskueren, Dansk Tidsskrift, Gads danske Magasin og andre og disputatsen Opløsningsretten overfor lovgivende Forsamlinger. En sammenlignende retshistorisk og dogmatisk Undersøgelse (1906) har han offentliggjort en række værdifulde skrifter, hvori han med utrættet energi, rolig saglighed og videnskabelig objektivitet og upartiskhed har udredt det historiske - statsretlige forhold mellem Danmark og Island.
Fremhæves kan således Om Islands statsretlige Stilling indtil 1851 (Forfatningsstridens Begyndelse) (Dansk-islandsk Kommissions-Betænkning 1908, side 27—54), Islændernes gamle Overenskomst af 1262 og Islands Stilling derefter (l. c. side 69—94), Islands statsretlige Stilling efter Fristatstidens Ophør. Første Afdeling. Islands Underkastelse under Norges Krone (1909, oversættelse på tysk 1910), Til Islands tidligere statsretlige Stilling (Tidsskrift for Retsvidenskab XXIV, side 1—50), Om Islands statsretlige Stilling. Et Svar til Redaktør Ragnar Lundborg (Statsvetenskaplig tidskrift 1911, side 177—96 og 364—65), Det norske og danske Rigsraads Stilling til Island. Et Bidrag til Belysning af Islands statsretlige Stilling indtil Enevældens Indførelse (1911) og andre.
Af Berlins øvrige stats- og folkeretlige arbejder kan nævnes Om Valg- eller Stemmepligt (1910), Europæiske lovgivende Forsamlinger, deres Sammensætning og Kamrenes særlige Myndighedsomraade (1910) og foredraget De senere Aars Voldgiftstraktater (1912).
Også til dagspressen var Berlin en flittig bidragyder. Med årvågen opmærksomhed fulgte han faserne i det dansk-islandske mellemværende og søgte at vække sine danske landsmænds interesse herfor.